# Santa Fe (Argentina)
Santa Fe de la Vera Cruz (abreujat Santa Fe), també coneguda com a La Cordial o Cuna de la Constitución – ja que és el lloc on es va signar la Constitució de l'Argentina – és la capital de la província argentina de Santa Fe i la novena ciutat més poblada del país.

## Geografia
És situada al nord-est de l'Argentina, a prop de l'encreuament dels rius Paraná i Salado; a l'altra vora es troba la ciutat de Paraná, amb la qual s'uneix per mitjà del túnel subfluvial Hernandarias. La ciutat també està connectada mitjançant un canal al port de Colastiné. El 2001, Santa Fe tenia 369.000 habitants, tot i que l'àrea metropolitana que inclou altres pobles i ciutats adjacents, tenia 454.238, la novena més gran de l'Argentina.

## Història
La ciutat fou fundada el 15 de novembre de 1573 per Juan de Garay amb un grup de criolls arribats des d'Asunción, i el 1580 visqué la Revolta dels Set Caps.

## Economia
Santa Fe és un centre de comerç i transport per a la rica regió agrícola que produeix grans, olis i carn. La ciutat és seu de la Universitat Catòlica de Santa Fe, la Universitat Nacional del Litoral, així com diversos museus i edificis construïts durant l'època colonial.